# Emperador Ling de Han
El Emperador Ling de Han, chino tradicional: 漢靈帝;, sim. ch. 汉灵帝, py. hàn líng dì, wg. Han Ling-ti, (156 – 13 de mayo de 189) fue el duodécimo emperador de la dinastía Han china. Era hijo de un marqués menor descendiente del Emperador Zhang (tercer emperador de la dinastía Han posterior), Liu Hong fue escogido como emperador en el año 168, después de la muerte de su predecesor, que no había tenido ningún hijo varón sobreviviente. Reinó 21 años hasta su muerte en el año 189.
El gobierno de Ling continuó con la dominación de los eunucos corruptos sobre el gobierno central, como había sido el caso de su predecesor. Después de alcanzar la mayoría de edad, Ling no se interesó en los asuntos estatales y prefirió pasar su tiempo con mujeres y un estilo de vida decadente. Al mismo tiempo, oficiales corruptos en el gobierno fueron aumentando los impuestos sobre los campesinos y continuó la práctica de vender oficinas políticas a cambio de dinero; algo que debilitaría fuertemente el sistema de servicio civil. El descontento popular llevó a la Rebelión de los Turbantes Amarillos en 184. Para el final de su reinado, el Imperio se encontraba al borde del colapso. Después de su muerte, este se hundió en el caos durante las décadas siguientes mientras varios señores de la guerra regionales luchaban por el poder (Véase Caída de la dinastía Han). Estos eventos llevarían al fin de la dinastía en el año 220, cuando el hijo de Ling, el Emperador Xian, abdicó del trono, dando inicio al periodo de los Tres Reinos en China.